# Harvie Heights
Harvie Heights est un hameau (hamlet) de Bighorn No 8, situé dans la province canadienne d'Alberta.

## Démographie
En tant que localité désignée dans le recensement de 2011, Harvie Heights a une population de 175 habitants dans 69 de ses 118 logements, soit une variation de -15.5% par rapport à la population de 2006. Avec une superficie de 0,518 9 km2, le hameau possède une densité de population de 337,251 9 hab/km2 en 2011.
Concernant le recensement de 2006, Harvie Heights abritait 207 habitants dans 81 de ses 114 logements. Avec une superficie de 0,518 9 km2, le hameau possédait une densité de population de 398,9 hab/km2 en 2006.